# Kosárlabda a 2004. évi nyári olimpiai játékokon
A 2004. évi nyári olimpiai játékokon a kosárlabdatornákat augusztus 14. és augusztus 28. között rendezték.

## Éremtáblázat
(Az egyes számoszlopok legmagasabb értéke, vagy értékei vastagítással kiemelve.)
| A 2004. évi nyári olimpiai játékok éremtáblázata kosárlabdában | A 2004. évi nyári olimpiai játékok éremtáblázata kosárlabdában | A 2004. évi nyári olimpiai játékok éremtáblázata kosárlabdában | A 2004. évi nyári olimpiai játékok éremtáblázata kosárlabdában | A 2004. évi nyári olimpiai játékok éremtáblázata kosárlabdában | Olimpia  |
| -------------------------------------------------------------- | -------------------------------------------------------------- | -------------------------------------------------------------- | -------------------------------------------------------------- | -------------------------------------------------------------- | -------- |
|                                                                | Ország                                                         | Arany                                                          | Ezüst                                                          | Bronz                                                          | Összesen |
| 1.                                                             | Egyesült Államok (USA)                                         | 1                                                              | 0                                                              | 1                                                              | 2        |
| 2.                                                             | Argentína (ARG)                                                | 1                                                              | 0                                                              | 0                                                              | 1        |
|                                                                |                                                                |                                                                |                                                                |                                                                |          |
| 3.                                                             | Ausztrália (AUS)                                               | 0                                                              | 1                                                              | 0                                                              | 1        |
|                                                                | Olaszország (ITA)                                              | 0                                                              | 1                                                              | 0                                                              | 1        |
|                                                                |                                                                |                                                                |                                                                |                                                                |          |
| 5.                                                             | Oroszország (RUS)                                              | 0                                                              | 0                                                              | 1                                                              | 1        |
|                                                                |                                                                |                                                                |                                                                |                                                                |          |
| Összesen                                                       | Összesen                                                       | 2                                                              | 2                                                              | 2                                                              | 6        |

## Érmesek

### Férfi torna
| A 2004. évi nyári olimpiai játékok érmesei férfi kosárlabdában | A 2004. évi nyári olimpiai játékok érmesei férfi kosárlabdában | A 2004. évi nyári olimpiai játékok érmesei férfi kosárlabdában | A 2004. évi nyári olimpiai játékok érmesei férfi kosárlabdában |
| --- | --- | --- | -------------------------------------------------------------- |
| Arany | Ezüst | Bronz |                                                                |
| Argentína (ARG) | Olaszország (ITA) | Egyesült Államok (USA) |                                                                |
| Carlos Delfino Gabriel Fernández Manu Ginóbili Leonardo Gutiérrez Walter Herrmann Alejandro Montecchia Andrés Nocioni Fabricio Oberto Pepe Sánchez Luis Scola Hugo Sconochini Rubén Wolkowisky | Gianluca Basile Massimo Bulleri Roberto Chiacig Giacomo Galanda Luca Garri Denis Marconato Michele Mian Gianmarco Pozzecco Nikola Radulovic Alex Righetti Rodolfo Rombaldoni Matteo Soragna | Carmelo Anthony Carlos Boozer Tim Duncan Allen Iverson LeBron James Richard Jefferson Stephon Marbury Shawn Marion Lamar Odom Emeka Okafor Amar’e Stoudemire Dwyane Wade |                                                                |

### Női torna
| A 2004. évi nyári olimpiai játékok érmesei női kosárlabdában                                                                                                   | A 2004. évi nyári olimpiai játékok érmesei női kosárlabdában | A 2004. évi nyári olimpiai játékok érmesei női kosárlabdában | A 2004. évi nyári olimpiai játékok érmesei női kosárlabdában |
| --- | --- | --- | ------------------------------------------------------------ |
| Arany | Ezüst | Bronz |                                                              |
| Egyesült Államok (USA) | Ausztrália (AUS) | Oroszország (RUS) |                                                              |
| Shannon Johnson Sue Bird Yolanda Griffith Ruth Riley Lisa Leslie Tamika Catchings Tina Thompson Katie Smith Dawn Staley Sheryl Swoopes Diana Taurasi Swin Cash | Alicia Poto Sandra Brondello Trisha Fallon Allison Tranquilli Kristi Harrower Penny Taylor Lauren Jackson Suzy Batkovic Laura Summerton Rachael Sporn Belinda Snell Natalie Porter | Olga Artyesina Okszana Rahmatulina Natalja Vodopjanova Gyiana Gusztyilina Jelena Baranova Tatyjana Scsogoleva Ilona Korsztyin Marija Sztyepanova Marija Kalmikova Jelena Karpova Irina Oszipova Anna Arhipova |                                                              |